# Selena Gomez & the Scene: Live in Concert
A Selena Gomez & the Scene: Live in Concert az amerikai együttes Selena Gomez & the Scene debütáló koncertkörútja. 2009. végén kezdődött, és a Kiss & Tell című lemez promotálásának céljából bejárták az Egyesült Államokat, illetve egy londoni koncertjük is volt.

## Dallista

### 2009
1. Kiss & Tell
2. Stop & Erase
3. Crush
4. Naturally
5. I Won't Apologize
6. More
7. The Way I Loved You
8. I Want It That Way
9. I Don't Miss You at All
10. Tell Me Something I Don't Know
11. Falling Down
12. Hot n Cold

#### Ráadás
1. I Promise You
2. Magic

### 2010
1. Round & Round
2. Crush
3. Kiss & Tell
4. More
5. You Belong with Me
6. I Won't Apologize
7. The Way I Loved You
8. A Year Without Rain
9. I Don't Miss You At All
10. Hot n Cold
11. Falling Down
12. Love Is a Battlefield
13. In My Head
14. Tell Me Something I Don't Know

#### Ráadás
1. Naturally
2. Magic

## Nyitó előadók
- JLS (Bethlehem)
- Mitchel Musso (Springfield)[1]

## A turné állomásai
| Észak-Amerika        |                      |                    |                                   |
| 2009. november 15.   | San Diego            | Egyesült Államok   | House of Blues                    |
| 2009. november 21.   | Anaheim              | Egyesült Államok   | House of Blues                    |
| 2009. november 28.   | Dallas               | Egyesült Államok   | House of Blues                    |
| 2009. december 13.   | Tempe                | Egyesült Államok   | Marquee Theatre                   |
| 2009. december 20.   | San Francisco        | Egyesült Államok   | Palace of Fine Arts Theatre       |
| 2010. február 7.     | San Antonio          | Egyesült Államok   | AT&T Center                       |
| 2010. február 11.    | New York             | Egyesült Államok   | Blender Theatre                   |
| 2010. február 14.    | Upper Darby Township | Egyesült Államok   | Tower Theater                     |
| 2010. február 20.    | Uniondale            | Egyesült Államok   | Nassau Veterans Memorial Coliseum |
| 2010. március 21.    | Houston              | Egyesült Államok   | Reliant Stadium                   |
| Európa               |                      |                    |                                   |
| 2010. április 5.     | London               | Egyesült Királyság | O2 Shepherds Bush Empire          |
| Észak-Amerika        |                      |                    |                                   |
| 2010. augusztus 14.  | Bethlehem            | Egyesült Államok   | Sands Riverplace                  |
| 2010. augusztus 15.  | Indianapolis         | Egyesült Államok   | Hoosier Lottery Grandstand        |
| 2010. augusztus 21.  | Springfield          | Egyesült Államok   | State Fairgrounds Grandstand      |
| 2010. augusztus 22.  | Eureka               | Egyesült Államok   | Old Glory Amphitheatre            |
| 2010. szeptember 11. | York                 | Egyesült Államok   | Toyota Grandstand                 |
| 2010. szeptember 18. | Pomona               | Egyesült Államok   | Fairplex Park                     |
| 2010. szeptember 19. | Hutchinson           | Egyesült Államok   | Sprint Grandstand                 |
| 2010. október 10.    | Fresno               | Egyesült Államok   | Paul Paul Theater                 |

## Jegyeladás
| Helyszín                    | Város         | Eladott jegy / Összes jegy | Bevétel |
| --------------------------- | ------------- | -------------------------- | ------- |
| House of Blues              | Dallas        | 1,741 / 1,741 (100%)       | $40,185 |
| Palace of Fine Arts Theatre | San Francisco | 953 / 953 (100%)           | $26,507 |
| Blender Theatre at Gramercy | New York City | 706 / 706 (100%)           | $18,410 |

## Fordítás
Ez a szócikk részben vagy egészben  a   Selena Gomez & the Scene: Live in Concert című angol Wikipédia-szócikk fordításán alapul.  Az eredeti cikk szerkesztőit annak laptörténete sorolja fel. Ez a jelzés csupán a megfogalmazás eredetét és a szerzői jogokat jelzi, nem szolgál a cikkben szereplő információk forrásmegjelöléseként.